# Sant Joan Baptista de Castellnou de Seana
Sant Joan Baptista de Castellnou de Seana és un monument del municipi de Castellnou de Seana (Pla d'Urgell) inclòs en l'Inventari del Patrimoni Arquitectònic de Catalunya.

## Descripció
Església de pedra, arrebossada i blanquejada. Es compon de tres naus i creuer. Les cobertes varien segons al nau, així mentre la nau central es cobreix per una volta de canó amb llunetes, les naus laterals són de volta d'aresta. A la nau lateral esquerra hi ha tres capelles i la dreta dues. La nau central està separada de les laterals per arcs de mig punt, suportats per pilastres. Té quatre trams. S'accedeix a la portalada per nou graons de forma circular. La porta té forma quadrada i consta d'un arc de mig punt inscrit, pilastres adossats, entaulament i frontó. Dins el frontó hi ha una fornícula amb la imatge de Sant Joan batejant a Crist. La torre és quadrada i de carreus de pedra i acabada en balustrada.
Pica beneitera de pedra, aproximadament fa 1,25m d'alçada per 80cm de diàmetre. El peu és de forma esbombada amb estrangulament central i un guarniment amb la data 1745. El cos de la pica presenta una sèrie de solcs longitudinals, formant una mena de conquilla a l'estil de les petxines del presbiteri.

## Història
Segons el contracte conservat a l'arxiu de Cervera, l'any 1744 es contractà la construcció de la nova església parroquial, l'actual, amb el mestres d'obra de Barbens, Francesc López Major i Francesc López Menor, pare i fill respectivament (aquesta data queda recollida en la façana). Els pactes defineixen com havia de ser l'església i que aquesta s'havia de fer amb pedra procedent de l'església vella. Originàriament aquesta església tenia tribunes damunt les naus laterals cobertes amb volta d'aresta; actualment són tapiades. En el presbiteri hi havia un retaule (fou cremat el 1936). A partir de 1954 es feren noves reformes a conseqüència de les destrosses de la guerra: es feu la capella de Sant Blai amb pintures del vigatà Miquel Costa.
Sense especificar-ho, la documentació trobada ens indica que la pica, situada actualment a l'entrada de l'església ha estat canviada de lloc diverses vegades i segurament per la decoració podria haver tingut una funció baptismal.